# Exolum
Exolum, cuya razón social es Exolum Corporation, S. A., es una empresa española dedicada al transporte y almacenamiento de combustible, hidrocarburos y productos petrolíferos. Tiene su sede central en Madrid y dispone de una red de instalaciones logísticas en todo el territorio español.
Fue establecida en 1993 bajo el nombre de Compañía Logística de Hidrocarburos (CLH). La empresa tiene sus orígenes en la antigua Campsa, empresa extinguida tras la liberalización del sector petrolífero. CLH era el resultado de la escisión de los activos comerciales de Campsa que se realizó en 1993, como remate del proceso de liberalización que se había emprendido tras la aprobación de nuevas leyes comunitarias europeas que pusieron fin al monopolio estatal del petróleo.

## Historia
Desde 1927 la manipulación y comercio del petróleo en España había constituido un monopolio en manos del Estado, siendo la Compañía Arrendataria del Monopolio de Petróleos (CAMPSA) la encargada de su administración. A finales de la década 1980 se empezó a impulsar una liberalización del sector petrolífero bajo la égida del Instituto Nacional de Hidrocarburos. En 1992 se aprobó una ley que declaraba la extinción del monopolio y segregaba los activos comerciales de CAMPSA entre las empresas petrolíferas que entonces actuaban en territorio nacional (Cepsa, Repsol, BP), quienes se repartieron su red de gasolineras. A partir de los activos logísticos de CAMPSA se constituyó, el 14 de enero de 1993, la Compañía Logística de Hidrocarburos (CLH).
La nueva empresa tenía la función de prestar servicios logísticos de almacenamiento, transporte y distribución de hidrocarburos (y productos químicos). Pocos años después el Estado también regularía el acceso de terceras partes al sistema logístico de la compañía. En 2006, CLH controlaba una red de oleoductos que alcanzaba los 3.475 kilómetros de longitud, así como treinta y nueve instalaciones de almacenamiento; también disponía de un servicio de abastecimiento para treinta aeropuertos. Para entonces la compañía tenía a su cargo un 84% de la distribución de hidrocarburos en suelo español.
En 2021 comienza a operar baja la marca «Exolum», fruto de la transformación que la compañía ha vivido en los últimos años.

## Actividad
La principal actividad de Exolum consiste en el transporte y almacenamiento de graneles líquidos, especialmente productos refinados, químicos y bicombustibles desde las refinerías hasta las instalaciones de almacenamiento que la compañía tiene repartidas por toda la geografía española, donde los camiones cisterna de los clientes cargan estos productos y lo hacen llegar a los consumidores finales. En la actualidad, Exolum tiene concertados contratos de servicios logísticos para la utilización de sus instalaciones con la mayor parte de los operadores que actúan en España y compite con más de una decena de compañías logísticas que prestan servicio de almacenamiento y transporte en el mercado español.
La Agencia Internacional de la Energía ha reconocido la flexibilidad y capacidad de respuesta ante imprevistos de este sistema integrado de almacenamiento y transporte.
En el ámbito de la aviación, Exolum está presente en la mayoría de los aeropuertos españoles de la península ibérica e Islas Baleares ofreciendo servicios de almacenamiento, distribución y puesta a bordo en aeronaves de combustibles y lubricantes de aviación. Además asesora y da asistencia técnica para la instalación y mantenimiento de redes de distribución de diferentes tipos de combustibles de aviación.
La compañía cuenta con diferentes certificaciones de calidad de AENOR y el certificado efr como Empresa Familiarmente Responsable por su gestión de la conciliación.

## Infraestructuras
Almacenamiento
Exolum cuenta con 39 instalaciones de almacenamiento, con una capacidad de más de 8 millones de metros cúbicos para todo tipo de productos petrolíferos. Se encuentran distribuidas por todo el territorio peninsular y las Islas Baleares, cerca de las áreas de mayor consumo. Las instalaciones están dotadas de la más alta tecnología, se controlan desde una sala central y están equipadas con sistemas que permiten la carga automática de camiones cisterna.
Oleoductos
La compañía cuenta con una red de más de 4.000 kilómetros de oleoductos que conectan las ocho refinerías españolas con las instalaciones de almacenamiento. El sistema logístico de Exolum es la red civil de oleoductos más extensa de Europa Occidental.
Flota mercante
El Grupo dispone de una flota de dos buques cisterna, el "Tinerfe" y el "Castillo de Arteaga", destinados al transporte de combustible a las Islas Baleares y a las zonas de la Península donde no llega la red de oleoductos.
Instalaciones aeroportuarias
Exolum cuenta con 37 instalaciones aeroportuarias situadas en los principales aeropuertos españoles, en los que presta servicios de suministro de carburante de aviación a aeronaves. En los aeropuertos de Madrid-Barajas, Barcelona, Palma de Mallorca, Málaga-Costa del Sol, Alicante y Tenerife Sur, la compañía dispone de redes de hidrante bajo el hormigón de las plataformas de estacionamiento de aviones que permiten dar suministro a las aeronaves utilizando pequeños vehículos de bombeo, en lugar de utilizar vehículos cisterna.
Además, la filial dispone de una flota de unidades repostadoras y vehículos dispensadores de hidrantes de última generación, especialmente diseñados para el suministro de combustible a aeronaves.

## Presencia internacional

### Europa
En España, su país de origen, cuenta con 39 instalaciones de almacenamiento, con una capacidad de cerca de 8 millones de metros cúbicos y gestiona 6 redes de hidrantes en los principales aeropuertos (Madrid, Barcelona, Palma, Málaga, Alicante y Tenerife Sur). Además, Exolum y Royal Vopak participan al 50% cada una en Vopak Terquimsa. Además, tiene presencia en países como Reino Unido (con instalaciones en los aeropuertos de Heathrow, Gatwick, Stansted y Manchester, y otros 10 aeropuertos regionales), Países Bajos, Alemania, Irlanda y Portugal, donde opera en la terminal de almacenamiento de combustible del aeropuerto Humberto Delgado en Lisboa.

### Américas
En América la compañía tiene presencia en Ecuador, donde opera en Guayaquil, en Perú, donde ha anunciado un nuevo proyecto en el aeropuerto internacional Jorge Chávez de Lima y en Panamá, donde opera el aeropuerto Internacional de Tocumen. 

## Accionariado
Por Real Decreto Ley 6/2000 ninguno de los accionistas de la compañía puede sobrepasar el 25% del total de acciones de la compañía. En 2023 la distribución del accionariado era la siguiente:
| Accionista                           | Porcentaje |
| ------------------------------------ | ---------- |
| CVC Capital Partners                 | 24.84%     |
| OMERS                                | 24.61%     |
| Macquarie Group                      | 19,87%     |
| Crédit Agricole                      | 9,93%      |
| APG                                  | 9,93%      |
| Workplace Safety and Insurance Board | 9,93%      |
| Otros                                | 0,89%      |